# René Grousset
Pour les articles homonymes, voir Grousset.
René Grousset, né le 5 septembre 1885 à Aubais et mort le 12 septembre 1952 à Paris, est un historien français, spécialiste de l'Asie, et membre de l'Académie française.

## Biographie
Fils de Louis-Xavier-René Grousset, René Grousset fait ses études à l'université de Montpellier où il obtient une licence d'histoire. Il entre alors à l’administration des Beaux-Arts comme rédacteur au bureau des bâtiments civils.
Il est engagé pendant la Première Guerre mondiale comme sergent au 81e régiment d’infanterie. Il est blessé en 1915. Il continue ensuite de servir comme brancardier.
Il devient ensuite professeur d’histoire et de géographie à l’École des langues orientales. Il est chargé de cours à l’École libre des sciences politiques et à l'École du Louvre, conservateur au musée du Louvre, conservateur-adjoint puis conservateur en chef au musée Guimet à partir de 1929, puis directeur du musée Cernuschi à partir de 1933. Il est secrétaire du Journal asiatique et membre du Conseil des musées nationaux.
L’Académie française lui décerne le prix Bordin en 1930, le grand prix Gobert en 1935 et le prix Louis Barthou en 1944.
Avec Ernest Seillière, Jean Tharaud, Octave Aubry et Robert d'Harcourt, il est une des cinq personnes élues le 14 février 1946 à l'Académie française lors de la première élection groupée de cette année. Il est reçu le 30 janvier 1947 par Henry Bordeaux au fauteuil d'André Bellessort. Il est élu à ce fauteuil, le no 36, avec onze voix, contre six à Jacques Charpentier et trois à Gustave Cohen.
L'Épopée des Croisades et l'Histoire des croisades et du royaume franc de Jérusalem, plusieurs fois réédités, comptent encore aujourd'hui parmi les ouvrages de référence sur les Croisades[réf. nécessaire].
Il dirige les volumes Histoire universelle de l'Encyclopédie de la Pléiade, entreprise poursuivie après sa mort par Émile-Guillaume Léonard et éditée en 1956-1958.
Il est enterré au cimetière du Montparnasse avec son épouse née Marie-Eulalie Albouy (1890-1972).

## Jugements
L'historien Christopher Tyerman signale que, dès sa publication, l'Histoire des croisades de Grousset essuya des critiques. On reprocha à cet ouvrage d'une part de ne pas analyser le système politique de ce que Grousset considérait comme un État français du Levant et d'autre part d'exagérer ou de dépeindre sous un faux jour la sympathie culturelle entre communautés d'Outremer. Les historiens américains Frederic Duncalf et John Life La Monte furent particulièrement sévères.
En 1981, l'historien Hans Eberhard Mayer (en) estimait que l'Histoire des croisades de Grousset fut, parmi les ouvrages généraux sur ce sujet, « celui où le chauvinisme dans l'étude des croisades leva sa tête hideuse pour une dernière fois ».

Plus récemment, des successeurs de Grousset ont noté que sa vision des choses était marquée par ses idées sur le rôle colonial de la France. En 2001, Joël Gourdon écrivait : 

« René Grousset a produit une œuvre entièrement dédiée à la France colonisatrice. Il voit dans l'aventure coloniale l'admirable synthèse des valeurs les plus sacrées pour lui : le christianisme, la patrie et l'État, même républicain. Il projette au Moyen Âge cet idéal et voit dans les croisades la première expression de cette “mission civilisatrice” qui est celle de la France éternelle. »

En 2007, le médiéviste Pierre Aubé s'exprimait ainsi sur Grousset :

« Cet historien, qui a su s'appuyer sur le meilleur des plus grands orientalistes de son temps, dont l'érudition est d'une rare solidité quand il s'agit d'établir des faits, est très orienté quand il s'agit de les interpréter. Son angle de vision est très marqué par l'utopie colonialiste qui avait cours dans les années 1920-1930 où il a construit son opus magnum. »

Pour Vadime Elisseeff, qui lui a succédé à la direction du musée Cernuschi,

« [René Grousset est] le dernier des grands classiques, ceux pour qui le “sens de l'histoire” tenait plus à la psychologie des êtres qu'aux conditions matérielles de l'existence dont les sciences n'avaient pas encore souligné l'impact physique et moral sur la vie des individus. Ses ouvrages valent par l'intelligence des vues et des faits présentés en style clair et facile à lire. »

## Distinctions
- Croix de guerre 1914-1918 (1917)
- Officier de la Légion d'honneur (1948)

## Publications
- Histoire de l’Asie, 3 tomes, 1921-1922
- Histoire de la philosophie orientale. Inde, Chine, Japon, 1923
- « Les Nouveaux aspects du problème indien », La Revue universelle. Tome XIV, 1er juillet 1923, Jacques Bainville, directeur.
- « Le Celtisme et nos origines historiques », La Revue universelle. Tome XIV, 1er juillet 1923, Jacques Bainville, directeur.
- Le Réveil de l’Asie. L’impérialisme britannique et la révolte des peuples, Paris, Plon, 1924
- Histoire de l’Extrême-Orient, 1929
- Sur les traces du Bouddha, 1929
- Les Civilisations de l’Orient, 1929-1930
- S. M. Nâdir Shâh, 1930
- Philosophies indiennes, 1931
- Histoire des Croisades et du Royaume Franc de Jérusalem, trois tomes, 1934-1936, Plon, 1934 ; réédité Perrin, 1991  (ISBN 2-262-00931-7)
  - t. I : Anarchie musulmane et monarchie franque
  - t. II : Monarchie franque et monarchie musulmane – L'équilibre
  - t. III : Monarchie musulmane et anarchie franque (BNF 32199725)
- L'Empire des steppes : Attila, Gengis-Khan, Tamerlan, Payot, 1939 (lire en ligne)
- L’Épopée des croisades, Paris, Plon, 1939
- L’Empire mongol, E. de Boccard, 1941
- Histoire de la Chine, 1942
- Le Conquérant du monde, Vie de Gengis-Khan, 1944
- Bilan de l’Histoire, 1946
- Histoire de l’Arménie des origines à 1071, première édition en 1947
- L’Empire du Levant, 1949
- Figures de proue, 1949
- La Chine et son art, 1951
- L'Homme et son histoire, Plon, 1954, 245 p.
- Histoire universelle, Encyclopédie de la Pléiade, sous la direction de René Grousset et E.G. Léonard, 3 vol., 1957